# Дива-Слатина
Ди́ва-Сла́тина (болг. Дива Слатина) — село в Монтанській області Болгарії. Входить до складу общини Георгій-Дамяново.

## Населення
За даними перепису населення 2011 року у селі проживали 110 осіб, з них 109 осіб (99,1%) — болгари.
Розподіл населення за віком у 2011 році:
Динаміка населення: